# Prémios Screen Actors Guild
Os Prémios ou Prêmios Screen Actors Guild (no original, em inglês: Screen Actors Guild Awards, também conhecidos como SAG Awards ou simplesmente The Actor) são prêmios anuais promovidos pela Screen Actors Guild‐American Federation of Television and Radio Artists (SAG-AFTRA) com intuito de reconhecer desempenhos excepcionais no cinema e na televisão. A estatueta atribuída, uma figura masculina nua segurando uma máscara de comédia e uma de tragédia, é denominada de "The Actor" (O Ator). Além de ter dezesseis polegadas (41 cm) de altura e pesar mais de doze libras (5,4 kg), é fundida em bronze sólido e produzida pela American Fine Arts Foundry, em Burbank, Califórnia, Estados Unidos.
Desde 1995, os SAG Awards têm sido um dos principais eventos de premiação em Hollywood. As indicações para os prêmios vêm de dois comitês, um para cinema e outro para televisão, cada um com 2100 membros do sindicato, escolhidos ao acaso por ele, de um total de 165 mil integrantes (em 2012) disponíveis para votarem. Tidos como um dos mais prestigiados da indústria, são uma "prévia" segura para o Oscar nas categorias de atuação.
De 1998 a 2006, eram transmitidos pelo canal TNT, e, desde 2007, são transmitidos por ele e pelo TBS. Este último também os exibe para a América Latina, com tradução simultânea em espanhol e, no caso do Brasil, em português. Em Portugal, são transmitidos todos os anos pelo canal AXN.
Os SAG Awards inaugurais foram transmitidos em direto/ao vivo a 25 de fevereiro de 1995. A segunda edição foi transmitida ao vivo do Auditório Cívico de Santa Monica, enquanto prêmios subsequentes foram e são realizados no Shrine Auditorium, em Los Angeles. Em 4 de dezembro de 2017, foi anunciado que a cerimonia teria seu primeiro anfitrião em seus 24 anos de história: a atriz Kristen Bell.

## Categorias

### Prêmios de cinema
- Melhor Elenco
- Melhor Ator Principal
- Melhor Atriz Principal
- Melhor Ator Coadjuvante/Secundário
- Melhor Atriz Coadjuvante/Secundária
- Melhor Elenco de Dublês (desde 2008)

### Prémios de televisão
- Melhor Elenco em Série Dramática
- Melhor Elenco em Série de Comédia
- Melhor Ator em Série Dramática
- Melhor Atriz em Série Dramática
- Melhor Ator em Série de Comédia
- Melhor Atriz em Série de Comédia
- Melhor Ator em Minissérie ou Telefilme
- Melhor Atriz em Minissérie ou Telefilme
- Melhor Elenco de Dublês (desde 2008)

### Prémio especial
Prémio honorário Screen Actors Guild Life Achievement.

## Edições
- Prémios Screen Actors Guild 2025
- Prêmios Screen Actors Guild 2024
- Prêmios Screen Actors Guild 2023
- Prêmios Screen Actors Guild 2022
- Prêmios Screen Actors Guild 2021
- Prêmios Screen Actors Guild 2020
- Prémios Screen Actors Guild 2019
- Prémios Screen Actors Guild 2018
- Prémios Screen Actors Guild 2017
- Prémios Screen Actors Guild 2016
- Prémios Screen Actors Guild 2015
- Prémios Screen Actors Guild 2014
- Prémios Screen Actors Guild 2013
- Prémios Screen Actors Guild 2012
- Prémios Screen Actors Guild 2011
- Prémios Screen Actors Guild 2010
- Prémios Screen Actors Guild 2009
- Prémios Screen Actors Guild 2008
- Prémios Screen Actors Guild 2007
- Prémios Screen Actors Guild 2006
- Prémios Screen Actors Guild 2005
- Prémios Screen Actors Guild 2004
- Prémios Screen Actors Guild 2003
- Prémios Screen Actors Guild 2002
- Prémios Screen Actors Guild 2001
- Prémios Screen Actors Guild 2000
- Prémios Screen Actors Guild 1999
- Prémios Screen Actors Guild 1998
- Prémios Screen Actors Guild 1997
- Prémios Screen Actors Guild 1996
- Prémios Screen Actors Guild 1995